# Cherrington
Cherrington – wieś w Anglii, w hrabstwie ceremonialnym Shropshire, w dystrykcie (unitary authority) Telford and Wrekin. Leży 19 km na północny wschód od miasta Shrewsbury i 215 km na północny zachód od Londynu.